# Bernat Amer Pons
Bernat Amer Pons (Palma de Mallorca, 25 de julio de 1853 - 3 de noviembre de 1921) fue un político de Baleares, España. Fue uno de los principales dirigentes del Partido Liberal en Mallorca, con el que fue elegido diputado al Congreso por la circunscripción de Palma en las elecciones generales de 1905. Además, ocupó el cargo de gobernador civil de Canarias (1901), Tarragona (1901-1902) y Gerona (1905). En 1919 colaboró con Alexandre Rosselló y Juan March para enfrentarse a Antonio Maura. Fue senador entre 1916 y 1921, año de su fallecimiento.